# جون كورنيليوس كرايغر
جون كورنيليوس كرايغر (بالدنماركية: Johan Cornelius Krieger)‏ هو مهندس المناظر الطبيعية ومهندس معماري دنماركي، ولد في 1683، وتوفي في 1755 في كوبنهاغن في الدنمارك.